# أي أس أس أيه/أس
أي أس أس أيه/أس (نظام الخدمات الدولية) هي شركة خدمات التي تأسست في كوبنهاغن، الدنمارك في عام 1901. ISS وتشمل هذه الخدمات: خدمات التنظيف وخدمات الدعم المنشأة خدمات التموين وخدمات الأمن وإدارة المرافق والخدمات. ISS حققت إيرادات بلغت مبلغ 73.5 مليار دولار في 2018 و ISS لديها ما يقرب من 500,000 الموظفين والأنشطة في ما يقرب من 65 بلدا في جميع أنحاء أوروبا، آسيا، أمريكا الشمالية، أمريكا اللاتينية والمحيط الهادئ. أكثر من نصف ISS' الموظفين في الأسواق الناشئة.

## وصلات خارجية
- الموقع الدولي
- الدنماركية الموقع